# Euphorticus
Euphorticus is een geslacht van kevers uit de familie van de loopkevers (Carabidae). De wetenschappelijke naam van het geslacht is voor het eerst geldig gepubliceerd in 1881 door Horn.

## Soorten
Het geslacht Euphorticus omvat de volgende soorten:
- Euphorticus leucoscelis (Bates, 1878)
- Euphorticus occidentalis G.Horn, 1891
- Euphorticus pubescens (Dejean, 1831)